# Rafal Genars
El Rafal Genars, també conegut com a Rafal Genàs, Rafal Ginars o Rafal Llinàs, és una possessió del terme de ses Salines (Mallorca), situada entre el partió de Campos, el llogaret de Cas Perets, el partió de Santanyí i sa Vall. També limita amb la possessió santanyinera del Rafal dels Porcs. Tot i que antigament la possessió havia tingut unes 700 hectàrees (1.000 quarterades) la superfície actual és d'unes 84 hectàrees (118 quarterades) fruit de diverses parcelacions produïdes majoritàriament abans del segle xix.
El latifundi ja es troba documentat l'any 1529 tot i que es calcula que com a mínim la possessió s'originà un centenar d'anys abans. Els primers propietaris coneguts foren la família Berard. Més endavant el segle xvii la possessió passa en mans de la família Abrí Descatlar i l'any 1713 la finca torna a canviar de mans, i passa a ser propietat de la família Bonet. Les cases actuals daten del 1715 i foren construides per la família Bonet. Aquestes cases són de les més ben conservades i de les més atractives de l'extrem sud de l'illa. Tenen un gran portal rodó de pedra de Santanyí amb un escut de 1715 amb una creu de Malta. La casa gran conté una petita capella. La casa petita, molt més senzilla, servia per allotjar el garriguer. A la finca també s'hi conserven aljubs datats del segle xviii.
Ha sigut una de les últimes finques que ha mantingut el cultiu del blat xeixa durant la segona meitat del segle XX i fins als nostres dies. Actualment els amos de la finca es dediquen a la producció ecològica d'aquesta varietat de blat.